# Península de Iamal

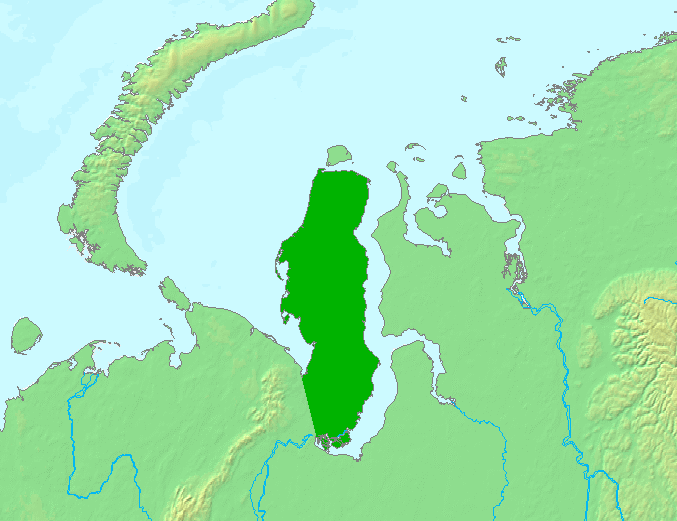
Localització de la península de Iamal

La península de Iamal (en rus: полуостров Ямал, poluostrov Iamal), és una península que s'interna en l'oceà Àrtic, ubicada al nord-oest de Sibèria, al districte autònom Iamalo-Nenets, a Rússia. És molt propera a la península de Guida. L'extrem nord de la península limita amb l'estret de Maligina, el qual separa la península de l'illa Blanca.
En iurac, la llengua dels seus habitants indígenes, els iuracs, «Iamal» significa «Fi del Món».

## Geografia
La península de Iamal, d'uns 120.000 km², s'interna aproximadament uns 700 km en el mar, en direcció sud-nord, vorejada, a l'oest, pel mar de Kara —en concret, l'àrea de la badia de Bakhdaratskaja— i a l'est, per les aigües del llarguíssim golf de l'Obi.
La península està composta principalment de permagel i geològicament és un lloc molt jove, algunes zones podrien tenir menys de 10.000 anys.
Iamal posseeix les majors reserves de gas natural de Rússia. El dipòsit Bovanenkovskoje està previst que sigui desenvolupat pel monopoli rus de gas, Gazprom, en 2011-2012, una circumstància que pot fer perillar el futur de la cria de rens nòmades.

## Fauna

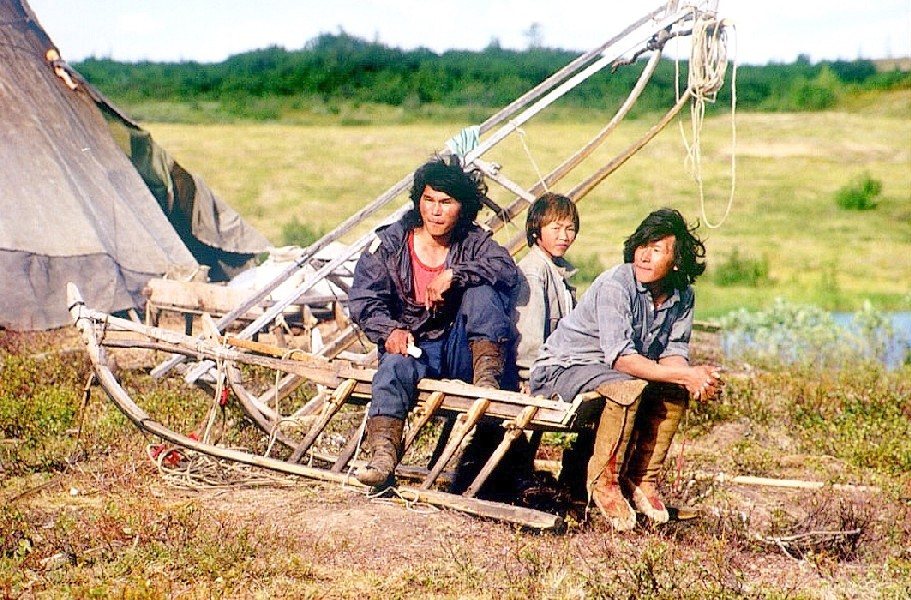
Família nenets

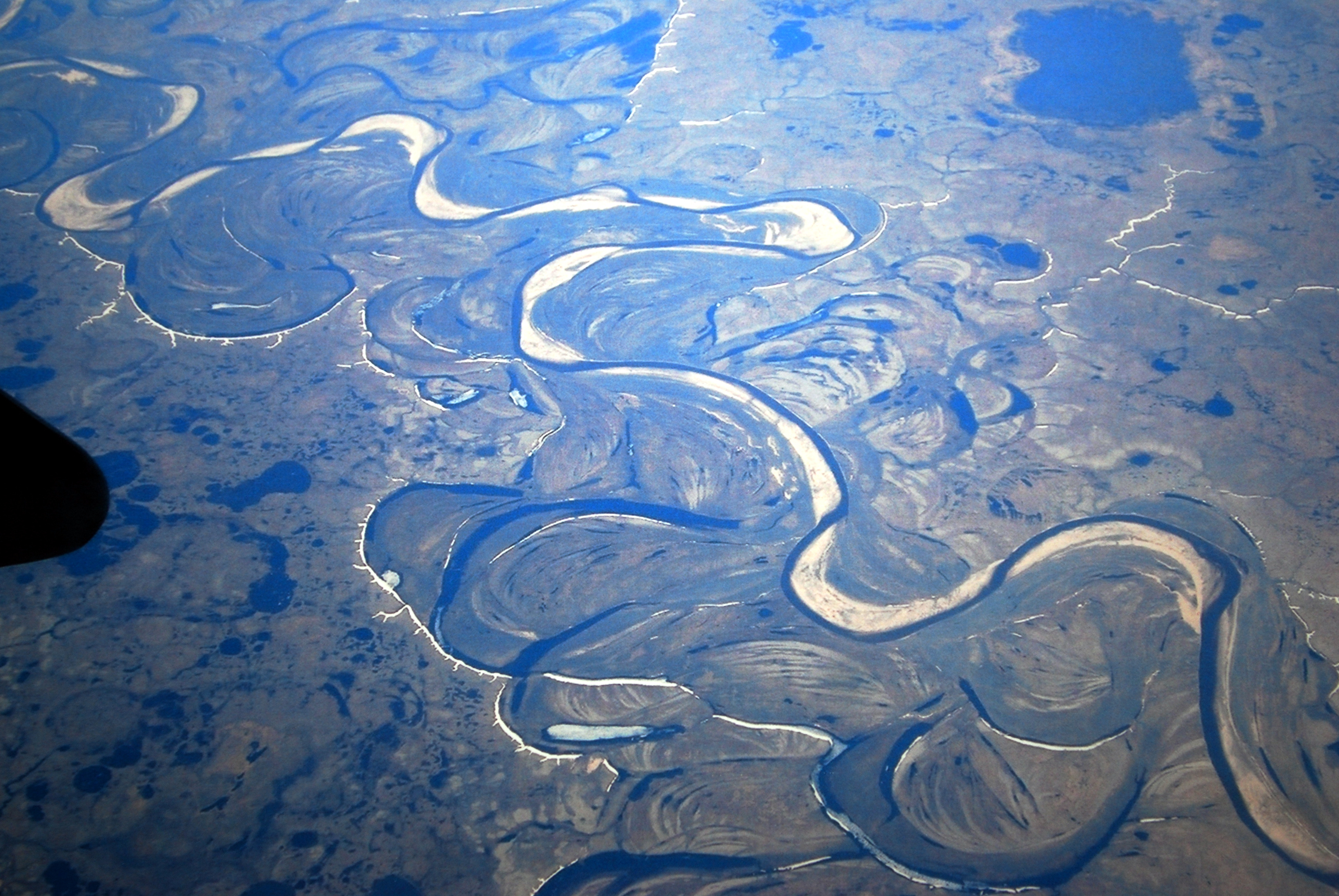
Vista aèria del paisatge de la península

La península de Iamal és el lloc on es conserva millor la cria tradicional a gran escala de rens de tota la Federació Russa. En la península, diversos milers de pastors nòmades, iuracs i khantis, pasturen uns 500.000 rens domèstics. Així mateix, Iamal està habitada per una multitud d'espècies d'aus migratòries.
La tundra d'aquesta regió (al costat de la de la propera península de Guida) constitueix una ecorregió de la World Wide Fund for Nature: Tundra de les penínsules de Iamal i Guida.

## Curiositats
- A la península, l'estiu de 2007, un pastor de rens va trobar les restes ben conservades d'un mamut, de fa uns 37.000 anys. L'exemplar era una femella, una cria de tan sols sis mesos al moment de la defunció.
- El 2014, a Iamal s'hi ha descobert un gran cràter que de seguida ha cridat l'atenció dels mitjans arreu del món.[1]